# 나카노시마 페스티벌 타워
나카노시마 페스티벌 타워(일본어: 中之島フェスティバルタワー)는 일본 오사카부 오사카시 기타구 나카노시마 2가에 있는 일본의 마천루이다. 높이는 198.96m, 39층으로 구성되어 있다. 이곳에는 주일본 이탈리아 대사관이 위치하고 있다.

## 같이 보기
- 일본의 마천루 목록
- 오사카부의 마천루 목록